# ジュゼッペ・ディ・サヴォイア

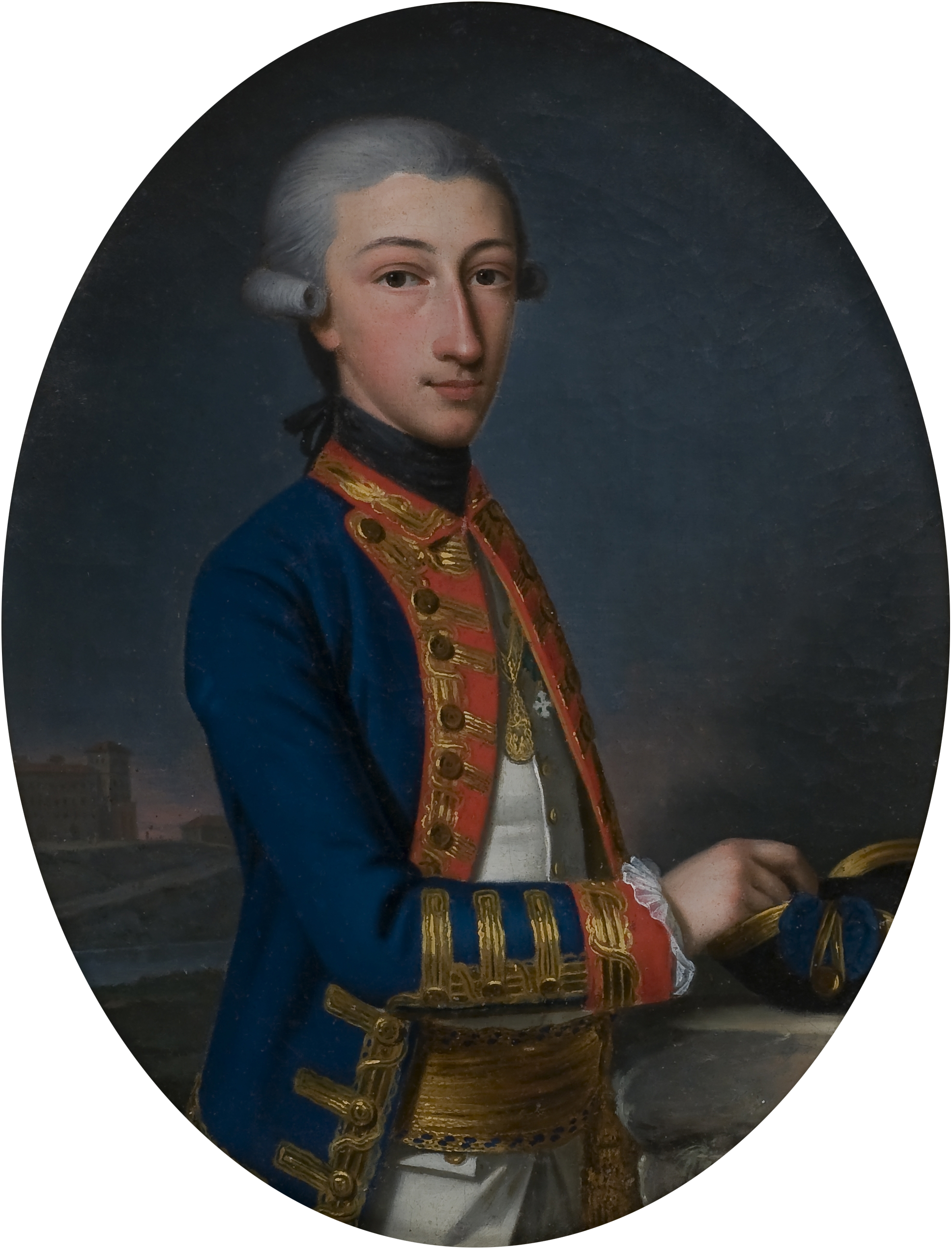
アスティ伯ジュゼッペ、トリノ・ヴェナーリア宮殿蔵

ジュゼッペ・ベネデット・マリーア・プラチード・ディ・サヴォイア（Giuseppe Benedetto Maria Placido di Savoia, 1766年10月5日 トリノ - 1802年10月29日 サッサリ）は、イタリア・サヴォイア家の王子。儀礼称号は出生時よりモリアーナ伯であったが、1796年アスティ伯に叙爵されて以降は後者を使用した。
サルデーニャ王ヴィットーリオ・アメデーオ3世と、スペイン王フェリペ5世の娘である王妃マリーア・アントーニアの間の第12子・六男・末子としてトリノ王宮で誕生。1798年フランス軍のトリノ侵攻に伴い一族とともにサルデーニャ島に逃れた。
1799年、ローマにいるカルロ・エマヌエーレ4世王は、マラリアに罹り病死したモンフェッラート公マウリツィオの後任として、同じくサルデーニャに留まっていたジュゼッペをサッサリ州総督に任命した。しかしジュゼッペもまた1802年に起きたマラリアの流行の犠牲となって死に、アルゲーロのサンタ・マリーア大聖堂に埋葬された。

## 引用・脚注
1. ↑  “Savoia”. 2010年8月26日閲覧。
2. ↑  Memorie di religione, di morale e di letteratura, Eredi Soliani, 1833, p 115
3. ↑  Bertolotti, Davide: Istoria della R. Casa di Savoia, Antonio Fontana, Turin, 1830, p 289
4. ↑  Cibrario. Luigi: Origine e progressi delle instituzioni della monarchia di Savoia: sino alla costituzione del regno d'Italia, Parts 1-2, Cellini e c., 1869, p 450